# 風傳媒
風伝媒（繁体字：風傳媒、英語: The Storm Media）は、台湾のオンラインニュースメディアで、台北市内湖区に本社を置いています。

## 創設
創設者の張果軍は、ゴールドマン・サックス台北支社の元総経理で、退職後は富邦金控の顧問を務めました。発行人の王健壯は世新大学の教授です。運営責任者の沈芳盆によると、『風傳媒』の立ち上げ資金6000万台湾ドルはすべて張果軍の個人出資とのことです。編集チームは『中国時報』系列や『壹週刊 (台湾)』の出身者で構成されています。

## 事業展開
風傳媒は台湾国内の複数メディアと提携しており、さらにBBC中文ネット版、ボイス・オブ・アメリカ、日本の朝日新聞中文サイト、ドイチェ・ヴェレ、中国本土の新華社通信、そしてウォール・ストリート・ジャーナルなどの海外ニュースメディアとも長期的なコンテンツパートナー契約を結んでいます。
2017年5月には、世界貿易機関および中華経済研究院のプロジェクト支援を受けてヨーロッパに赴き、世界の洋上風力発電産業の発展や政策に関する特集報道を行いました。
2025年1月には、風傳媒の日本語版サイトが正式に開設されました。